# 亚尼夫站
亚尼夫站（羅馬化：Yaniv）是位于乌克兰基辅州伊万科夫地区，靠近普里皮亚季，于1925年启用，1986年发生切尔诺贝利核事故后本站成为在禁区内车站停用。
該站於切尔诺贝利核事故前隸屬西南铁路局，该车站提供客运以及货运业务，车站东侧有专用线接入切尔诺贝利核电站以及普里皮亚季内。